# Luzzi
Luzzi község (comune) Olaszország Calabria régiójában, Cosenza megyében.

## Fekvése
A megye központi részén fekszik, egy, a Crati völgyére néző domb tetején. Határai: Acri, Bisignano, Lattarico, Montalto Uffugo és Rose.

## Története
A település első említése a 13. századból származik.

## Népessége
A népesség számának alakulása:

## Főbb látnivalói
- Sant’Angelo-templom
- San Giuseppe-templom
- Madonna dell’Immacolata-templom
- Santa Maria della Sambucina-apátság